# Театр Нерона
Театр Нерона (лат. Theatrum Neronis) — частный театр, возведённый в Риме Нероном, римским императором, между 53 и 68 годами н. э. Он был известен только из литературных источников, пока его следы не были обнаружены в 2020 году при раскопках. Они велись до 2023 года специальным археологическим управлением Рима. Летом 2023 года было объявлено об археологической находке.

## Расположение
Из литературных источников известно, что Театр располагался на правом берегу Тибра, недалеко от Ватиканского холма — в Агере Ватиканском, где римская знать строила роскошные резиденции. В этом районе располагались сады и вилла Агриппины Старшей (сначала унаследованные ее сыном Калигулой, затем братом ее мужа Клавдием, и, наконец, её внуком Нероном). В том же районе ранее император Калигула построил цирк, который располагался на территории современного Ватикана.
Найдены руины Театра — в районе Борго, примыкающем к Ватикану — во дворе ренессансного Палаццо деи Пенитенциери (его ещё называют Палаццо Делла Ровере), расположенного между главной улицей Виа делла Кончилиационе и Борго Санто Спирито. Длина улицы Виа делла Кончилиационе составляет всего 500 м, начинается от ватиканской площади Святого Петра и заканчивается у набережной западного берега Тибрa.

## История
Известно, что частный театр и цирк унаследовал Нерон, который сделал театр общественным, чтобы иметь возможность приглашать людей подбадривать его. В 64 году Нерон использовал Театр и Цирк, чтобы разместить римлян, оставшихся без крова из-за большого пожара в Риме 64 года. Цирк использовался в 65 году для проведения массовых казней христиан, обвиненных в пожаре. Из-за этого территория за Тибром к северу от Трастевере была известна как «луга Нерона» до конца Средних веков.
Театр прямо упоминается только у Плиния Старшего, а косвенно у Светония и Тацита.
Согласно Плинию, император выставил захваченное имущество бывшего консула в своём личном театре (theatrum speciale). Нерон репетировал в театре для своих последующих публичных певческих выступлений в театре Помпея. Театр Нерона был достаточно большим, чтобы удовлетворить его тщеславие при полной посадке приглашённого народа.
Светоний пишет, что во время праздника Неронии император пообещал выставить себя в hortis («в садах»), что является косвенной ссылкой на его театр. Наконец, Тацит утверждает, что во время Ludi Juvenales Нерон пел per domum aut hortos, ещё один намёк на здание. Также возможно, что domestica scaena, упомянутая Тацитом как место, откуда Нерон любовался Великим пожаром Рима в 64 г. н. э., относится не к башне Гая Мецената на Эсквилинском холме, а к сцене его театра. Расположенная на правом берегу Тибра, сцена находилась далеко от пострадавших районов, а потому была безопасным наблюдательным пунктом, в отличие от башни, находившейся в центре пожара.
В начале второго века нашей эры здание было разобрано на материалы, о чём свидетельствуют пять мраморных колонн, найденных на месте.
В последний раз театр упоминается в середине XII века в Mirabilia Urbis Romae, справочнике паломников по городу, где указывалось, что театр находится недалеко от Castellum Crescentii (Замок Святого Ангела). Стратиграфическое исследование 2020 года выявило артефакты от позднего республиканского периода до XV века. В средние века площадь театра стала местом ремёсел и деятельности, связанной с прибытием паломников. Об этом свидетельствуют находки чёток, украшенных костяных предметов для музыкальных инструментов и мебельных петель, кувшинов, стеклянных чаш, используемых в качестве литургической мебели и керамического материала, и два знака отличия паломников (с изображением Святого Лика Лукки и Нотр-Дам-де-Рокамадур). Также было обнаружено несколько дорожных путей, соединяющих это место с Портус-Майор, местом высадки на Тибре ниже по течению от Понте-Сант-Анджело. Около 1480 года в районе театра кардинал Доменико делла Ровере начал строительство Палаццо делла Ровере, возможно, поручив его Баччо Понтелли.
Руины театра были найдены в 2020 году во время раскопок под руководством Специального археологического управления Рима.
27 июля 2023 года об археологическом открытии — театра Нерона — сообщила суперинтендант археологического управления Рима Даниэла Порро.

## Архитектура
Под двором Палаццо делла Ровере эпохи Возрождения были найдены две постройки opus Latericium. Они выходили на открытый двор, возможно, окруженный портиком. Здания могут быть датированы периодом Юлиев-Клавдиев по найденным клеймам на кирпичах. Первая структура имеет план полуцикла с радиальными входами, лестницами и стенами, и поэтому её можно отождествить с пещерой театра, где стояли ярусы сидений для зрителей. Scaenae frons был ориентирован на запад. Декоративный аппарат был ионического ордера, и по остаткам можно сделать вывод, что он был покрыт белым и цветным мрамором и лепниной, покрытой сусальным золотом, как в Золотом доме Нерона. Второе здание, напротив, расположено перпендикулярно первому, и использовалось для служебных функций. Возможно, в нём размещались декорации и костюмы.